# Yasuo Harada
Pour les articles homonymes, voir Harada.
Yasuo Harada est un joueur de shogi professionnel et un calligraphe japonais né le 1er mars 1923 à Tottori dans le district de Nishikanbara de la préfecture de Niigata et mort le 11 juillet 2004.
Il remporta la Coupe NHK en 1956 et fut désigné président de la Fédération japonaise de shogi de 1961 à 1967.

## Biographie et carrière
Yasuo Harada est né en mars 1923 dans la ville de Tsubame.
Devenu joueur de shogi avec le grade de quatrième dan en avril 1944 pendant la Seconde Guerre mondiale, il est enrôlé dans l'armée et envoyé près de Hong Kong.
Il atteint le  grade de 7e dan en 1948. En 1955, il fut battu en finale du tournoi Saikyo Shaketeisen (tournoi des 7e, 8e et 8e dan, ancêtre du tournoi Kio) par  Gen'ichi Ōno.
Il remporta une fois la Coupe NHK en 1956 en battant Renshō Nada.
Il participa à la ligue A de sélection du challenger le titre de Meijin pendant 10 années de 1949-1950 à 1972-1973. Il fut classé troisième de la ligue A à l'issue du tournoi de classement des saisons 1952-1953 et 1955-1956.
En mai 1961, à 38 ans, il est désigné  président de la Fédération japonaise de shogi. Il est remplacé en 1967. Il devient vice-président de la Fédération japonaise en 1973.
Classé 9e dan à partir de 1981 Yasuo Harada prit sa retraite en novembre 1982. Il est mort en 2004.
Il était réputé pour ses calligraphies.